# La Poussière de soleils
La Poussière de soleils est un drame de Raymond Roussel en cinq actes et vingt-quatre tableaux, créé au Théâtre de la Porte-Saint-Martin le 2 février 1926 et publié à compte d'auteur aux éditions Alphonse Lemerre en 1927, comprenant 17 illustrations dont les reproductions des décors de Numa Chazot, et un cahier critique contenant des textes d'André Gide, Marcel Proust, Edmond Rostand, Roger Vitrac, Philippe Soupault, Louis Aragon, Robert Desnos.

## Personnages
- Blache, colonel en retraite
- Réard, ami de Blache
- Marcenac, ami de Blache
- Solange, fille de Blache
- Jacques, fiancé de Solange
- Gariot, boutiquier
- Angelicus, adolescent indigène, assistant de Gariot
- Zuméranaz, usurier, receleur et propriétaire d'un hôtel
- Léonce, voleur, complice de Zuméranaz
- Oscarine, voleuse, complice de Zuméranaz
- Kléossem, sorcier indigène
- Buluxir, naine, compagne de Kléossem
- Cournaleux, mendiant
- Villenave, notaire
- Fuzelier, généalogiste
- Flurian, docteur et fondateur de secte
- Valdemont, collectionneur
- Hiaz, ambassadeur
- Frénu, cabaretier
- Ignacette, bergère albinos
- Le Minus-Habens, mystificateur ou simple d'esprit
- La receveuse
- Deux domestiques

L'action se déroule au début du XXe siècle, dans une Guyane française de fantaisie.

## Résumé

### 1eracte

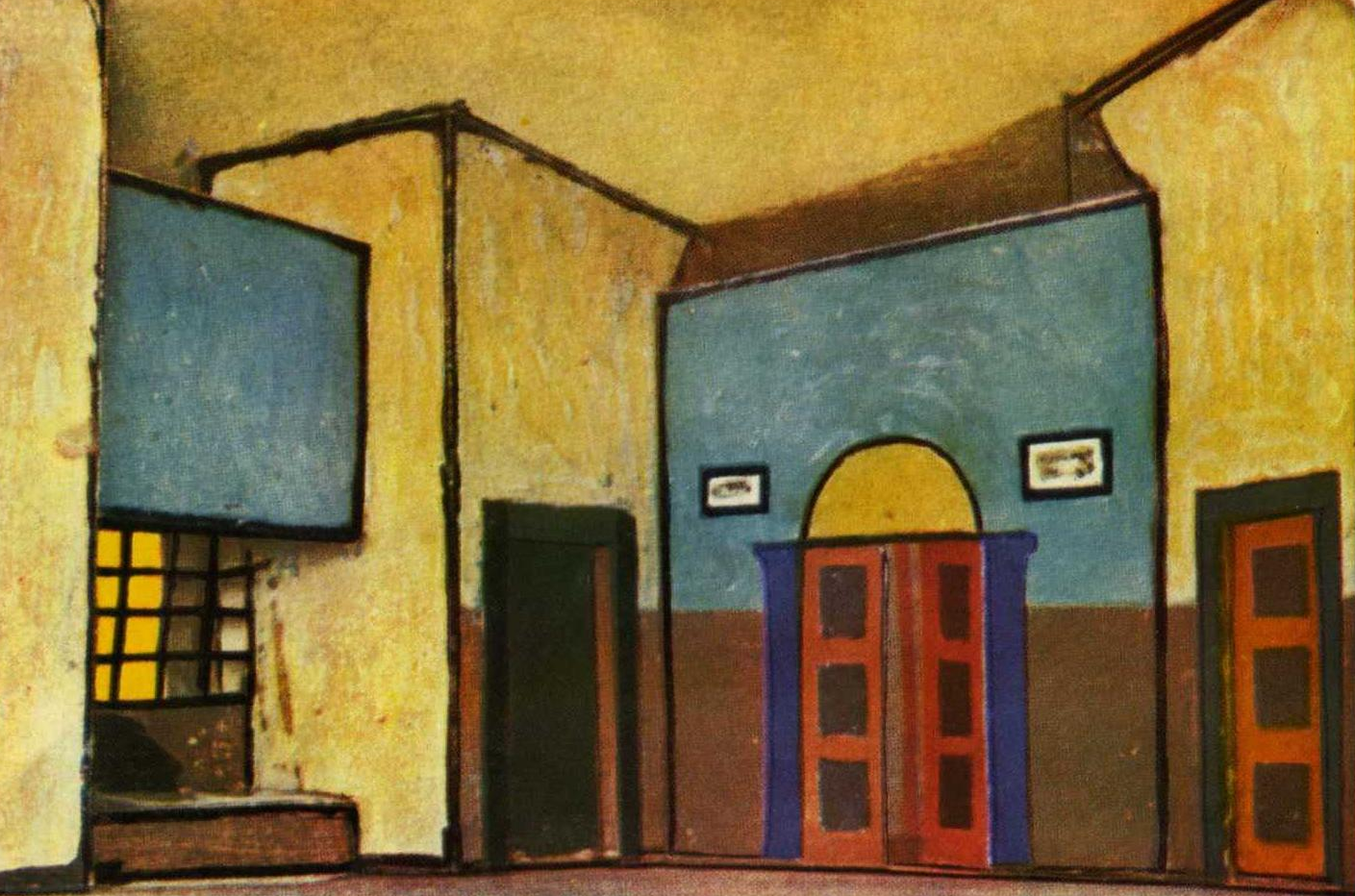
Décor du 1er tableau.

1er tableau
Un salon où, par maints détails, s'indique le pays chaud.
Le colonel Julien Blache vient d'hériter de son oncle Guillaume Blache. Cependant, son notaire Villenave lui apprend que le vieil homme, misanthrope, avait converti la quasi-totalité de la fortune en pierres précieuses dissimulées on ne sait où. Cette nouvelle déçoit beaucoup le colonel, qui souhaitait doter sa fille Solange.
Avec l'aide de ses amis Marcenac et Réard, qui connaissent mieux que lui la région et ses habitants, aussi bien parmi les colons que parmi les indigènes élékéiks, Blache se met en quête des pierres précieuses. Réard lui conseille de consulter d'abord le vieux sorcier Kléossem, que son oncle fréquentait.
2d tableau
L'intérieur de la case du sorcier Kléossem.
Blache obtient le soutien de Kléossem, ainsi que le conseil de sa compagne, la naine centenaire Buluxir. Celle-ci le met en garde contre Zuméranaz, un usurier qui ne manquera pas de lui faire concurrence dans la recherche du trésor de son oncle.
3e tableau
Le réduit de Zuméranaz formant le bureau de son hôtel. Au fond, une porte vitrée laisse voir l'amorce de l'escalier. Une porte-fenêtre latérale donne directement sur la rue.
Zuméranaz reçoit Léonce et Oscarine, tous trois sur la piste des pierres précieuses de Blache. Oscarine, fille d'un ancien ami du défunt, obtient un premier indice dans une lettre qu'elle a conservée, écrite à l'encre d'or : une allusion au crâne du poète Ambrosi, où sont reproduites quelques vers d'un sonnet. Zuméranaz envoie ses complices voler le crâne en question dans la propriété de Blache.
4e tableau
Le salon du 1er tableau.
Solange reçoit, à la faveur d'un signal secret, son fiancé Jacques. Leur amour, partagé, n'est assombri que par le fait que Jacques est un enfant trouvé, à la recherche de ses origines. Le seul indice dont il dispose est une fleur d'aune tatouée sur son épaule depuis son enfance. 
Kléossem suggère au colonel Blache d'observer attentivement l'ex-libris de son oncle, sur un ouvrage d'Ésope. Il s'agit d'un buste de femme, celui de Manon Lescaut, dont le vieil homme possédait une édition originale. Par transparence, le visage révèle un crâne, dessiné au verso de l'ex-libris. Le dessin montre également quelques traits figurant des vers. Blache comprend qu'il s'agit du crâne d'Ambrosi — mais il découvre que celui-ci vient d'être volé.
5e tableau
La scène, très inégalement coupée en deux, est prise beaucoup par la boutique de Gariot, un peu par la rue où elle donne.
Le boutiquier Gariot, instruit par Marcenac et Réard, offre son soutien à la quête de Blache. Jadis spolié par Zuméranaz, à qui il avait du emprunter de l'argent, il nourrit une véritable haine contre l'usurier qu'il souhaiterait voir emprisonné. Devant le danger d'une telle concurrence, il propose de faire surveiller Zuméranaz et ses complices par son jeune assistant Élékéik, qu'il surnomme « Angelicus » pour son honnêteté irréprochable.

### Acte II
6e tableau
Le jardin de Blache. Grille principale à droite. Grille secondaire au fond. Perron à gauche.
La surveillance d'Angelicus porte déjà ses fruits. Ayant observé Zuméranaz lorsque celui-ci étudiait le crâne, il en a rapporté l'information essentielle : le mot sépia. Or, une gravure de cette teinte représente, dans le salon de Blache, une curiosité locale : la Pierre au Ptérodactyle. Blache et ses amis s'y rendent immédiatement.
Solange et Jacques se retrouvent un instant pour s'échanger des présents précieux, un missel et un médaillon, et se promettent de partir ensemble à la recherche d'indices permettant au jeune homme de se présenter dignement devant Blache.
7e tableau
Un site chaotique et désert où se dresse la Pierre au Ptérodactyle.
Blache, Réard et Marcenac obtiennent d'un mendiant et bonimenteur, Cournaleux, qui réside près de la pierre préhistorique, le renseignement qu'ils cherchaient. Avant de mourir, l'oncle Blache avait remis à Cournaleux un livre de messes noires dont une page cornée montre quelques traits ajoutés à une gravure. Il s'agit d'un martinet, dans une scène de flagellation. Réard comprend que ce martinet indique également un oiseau comme l'hirondelle, dont Blache possède un magnifique spécimen empaillé.
8e tableau
Un salon relevé de couleur locale comme celui du 1er tableau.
Après avoir observé attentivement l'hirondelle empaillée dans sa vitrine, Blache a extrait d'une de ses plumes un rouleau de papier sur lequel est noté un extrait de L'Astrée d'Honoré d'Urfé. Un de ses lointains descendants, Valdemont, habite justement dans les environs.
Valdemont les reçoit dans son salon, et s'entretient avec eux de sa précieuse collection d'autographes de l'écrivain baroques, dont sa correspondance inédite. Une lettre, justement, marquée de manière légère mais précise par l'oncle Blache, offre aux chercheurs les mots bergère et albinos.
9e tableau
L'intérieur d'une grotte.
Réard invite Blache à le suivre dans une grotte où une bergère albinos, Ignacette, garde son troupeau à l'abri du soleil et des intempéries. Elle leur confirme que le vieil homme lui avait rendu visite, et lui avait appris certaine prière pour conjurer les orages et faire venir l'embellie.
Blache associe cette Embellie à un tableau, exposé au musée, qui est certainement l'indice suivant dans leur quête.
10e tableau
Le décor du 3e tableau.

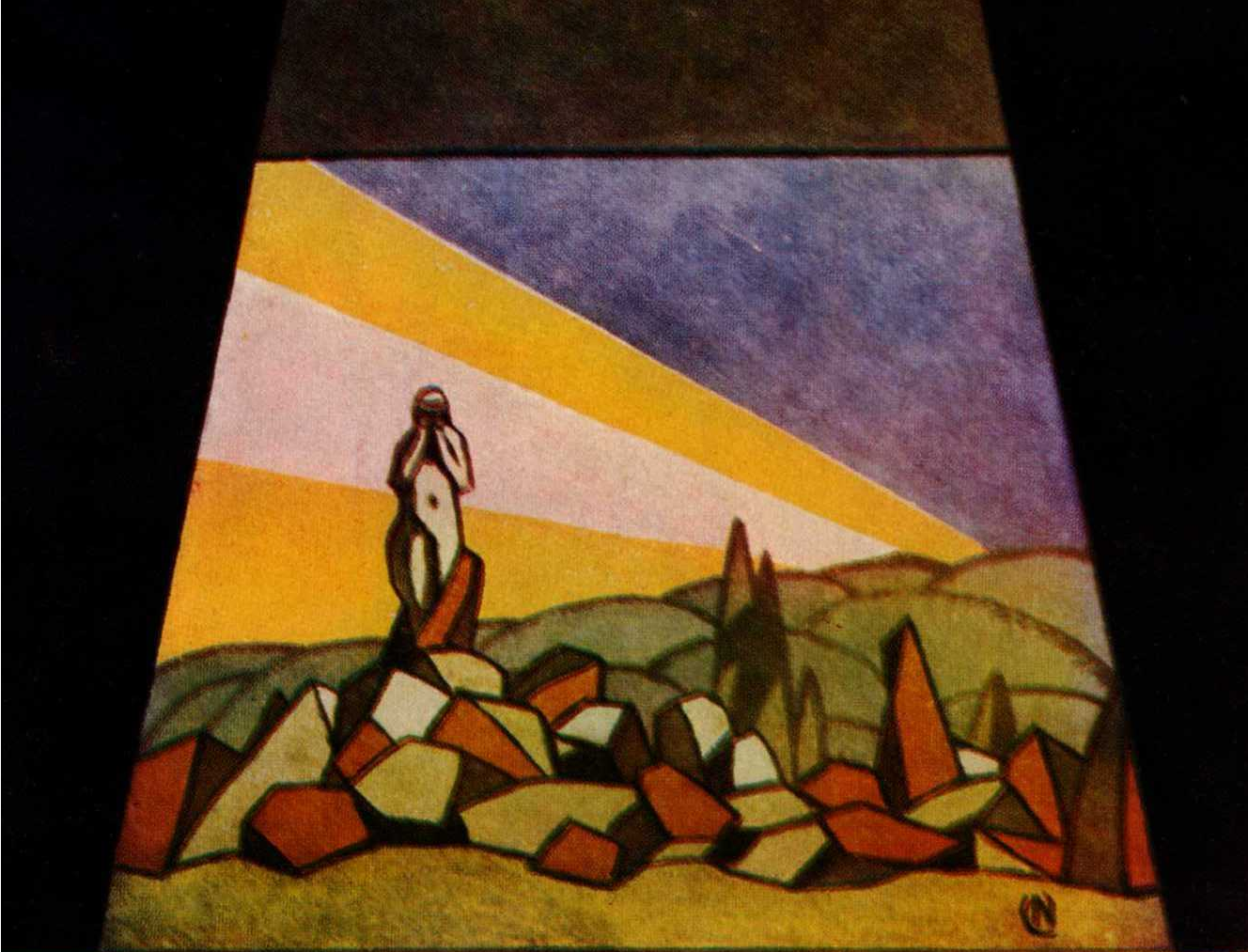
Décor du 11e tableau.

Zuméranaz n'a pu obtenir la sépia de Blache, mais Léonce a suivi les déplacements de Blache et Réard depuis la Pierre au Ptérodactyle, chez Valdemont et jusqu'à la grotte d'Ignacette. Il a ainsi entendu l'allusion au tableau L'Embellie. Oscarine les rejoint, très inquiète. Elle vient de croiser un homme qui passe pour un idiot et que l'on surnomme le Minus-Habens. Selon une superstition locale, lorsque celui-ci parle de manière sensée, le malheur plane sur ceux à qui il s'adresse. Zuméranaz ignore les recommandations d'Oscarine et se rend au musée.
11e tableau
Un sommet aride.
Jacques mène Solange en un lieu désert où se dresse un monument célébrant une mort d'amour tragique, et où les fiancés ont pour habitude de prêter serment parmi les indigènes. Émus, ils se jurent fidélité.

### Acte III
12e tableau
Un coin d'île verdoyant et spacieux.
Après avoir observé le tableau L'Embellie, montrant un enfant en pleurs dont le sourire revient, Blache, Réard et Marcenac ont retenu l'inscription discrète, au bas de la toile, sur la mobilité de l'âme humaine. Cette citation d'un ouvrage de la bibliothèque de Blache montre également une note marginale sur les « zones d'humour » du tertre à prêcher de l'île où ils se sont rendus.
Ils y croisent le docteur Flurian, fondateur du flurianisme dont les sermons et promenades passent par des « zones d'humour » qu'il juge nécessaires pour prêcher sa doctrine. Le docteur Flurian a fait l'objet de caricatures dans la presse locale. Le dessin original d'une des plus récentes, justement, lui avait été présenté par l'oncle Blache pour une dédicace. 
13e tableau
Le décor du 5e tableau. Lampes allumées.
Angelicus rapporte à Gariot et Marcenac les derniers résultats de sa surveillance. Marcenac est inquiet des progrès de Zuméranaz, mais Gariot le rassure. Il lui confirme sa pleine confiance envers Angelicus, en lui contant une anecdote sur une pièce d'or très rare trouvée par hasard dans un gilet Louis XV et remise spontanément à son propriétaire qui en ignorait la présence.
14e tableau
Un jardin privé. Grille au fond.
Blache et Réard se présentent à M. Hiaz, dans le jardin de l'ambassade de la République Turzilo-Sélirdienne, double état d'Amérique centrale et produit d'une fusion entre le Turzil et la Sélirdie. Un drapeau violet à fleur de lys d'or est planté au milieu du parc.
L'indice, découvert par Blache parmi les papiers de son oncle, était une fleur de lys couverte de poudre d'or, dans la caricature du docteur Flurian pliée en quatre. Réard en a déduit une allusion au symbole du drapeau Turzilo-Sélirdien. 
M. Hiaz, après leur avoir offert un bref historique des états qu'il représente, leur présente certain timbre très rare provenant de la collection du vieux Blache. Il en avait fait l'échange contre un autre, représentant notamment des astérisques figurant des étoiles.
15e tableau
Une haute falaise rougeâtre où s'ouvre, modeste, une entrée de grotte.
Jacques et Solange se sont confiés à Marcenac, et se rendent vers une grotte de corail où est exposée la maquette d'un grand navire ayant fait naufrage autrefois. Jacques veut que leur mariage y soit célébré.
16e tableau
Un lieu plat et nu. Au fond, une balustrade en fer derrière laquelle se dresse une croix. À droute, une table en plein air que la receveuse, assise, garde tout en maniant l'aiguille.
Réard a conduit Blache jusqu'à la limite de sables mouvants où se dresse une croix marquée de trois astérisques, commémorant le sacrifice d'un homme dont le monument définitif fait toujours l'objet d'une souscription publique. 
Cette souscription se fait sous la forme de cinq francs ou par telle de ses puissances : vingt-cinq, cent vingt-cinq, etc. Une receveuse tient le registre des souscriptions. Blache y voit le nom de son oncle dans le registre des cubes de cinq, et souscrit de même.
17e tableau
Une cime où se dresse un calvaire.
Angelicus adresse une prière au Christ et au premier élékéik converti à la religion chrétienne pour obtenir de triompher des menées de Zuméranaz.

### Acte IV
18e tableau
Chez Fuzelier.

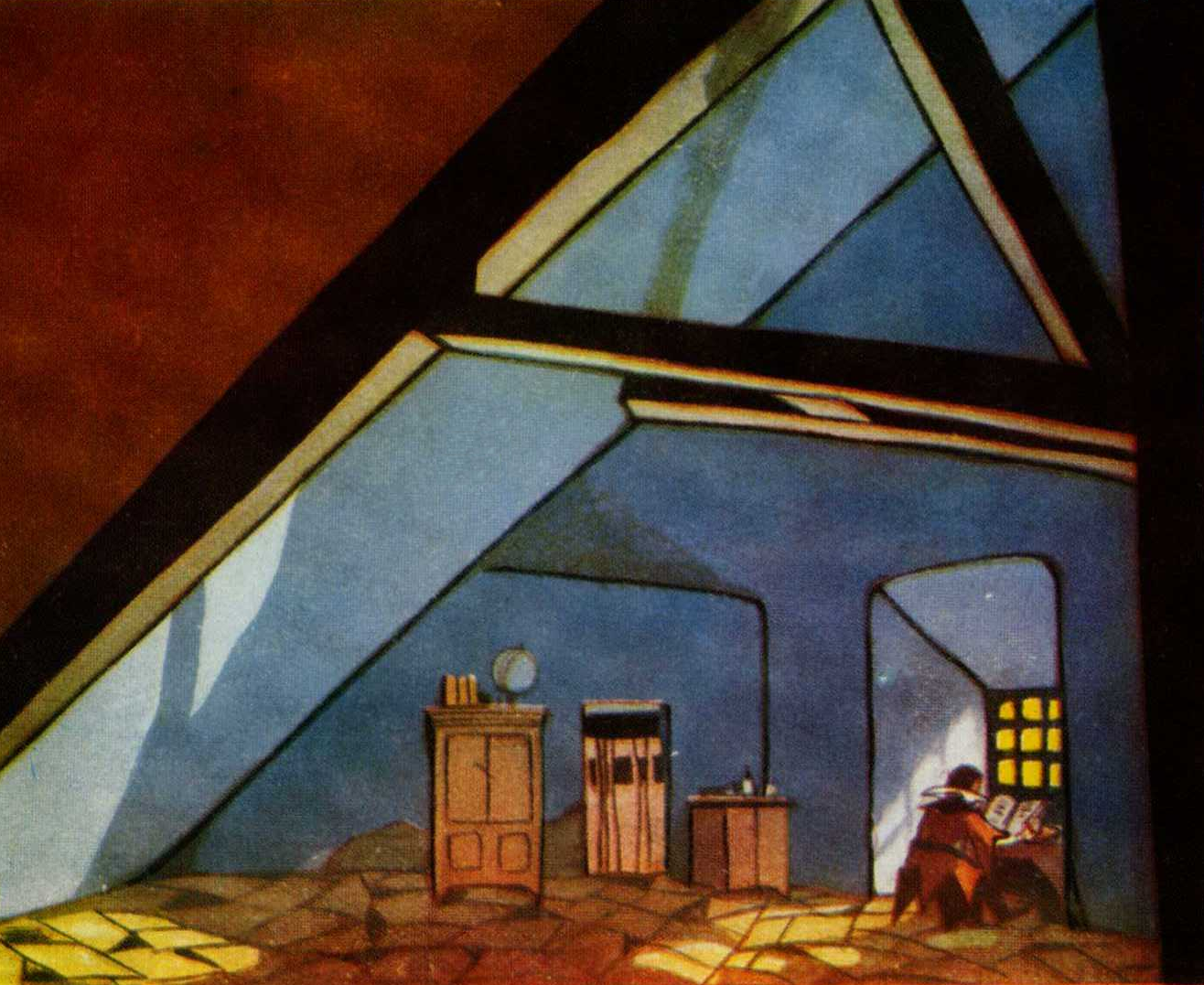
Décor du.

Jacques consulte le vieux savant et magicien Fuzelier, qui lui a écrit. Celui-ci lui révèle le mystère de sa naissance, à partir de la fleur d'aune tatouée. Il lui remet ainsi un échantillon d'écriture de sa mère.
19e tableau
Le décor du 2d tableau.
Le vieux Kléossem a invité Blache et Réard à jouer avec les cubes de construction du fils de l'oncle Blache, mort très jeune. L'un de ces cubes montre un élément étranger au reste de la construction, avec un bonnet phrygien orné d'une cocarde. Une cocarde semblable, de la société des Évéïtes, a été remise à Buluxir. Elle présente deux lettres L et P pour la devise Libre Pensée. Blache et Réard se mettent sur la piste de ce nouvel indice.
20e tableau
Le décor du 1er tableau.
Marcenac remet à Solange une lettre de Jacques, parti chercher des preuves de ses origines familiales.
21e tableau
Un raidillon.
Oscarine croise le Minus-Habens. Celui-ci se révèle un escroc doublé d'un fin psychologue. Il lui conte un récit étrange, pouvant passer pour absurde. Oscarine, rassurée d'abord, est effrayée lorsque le Minus-Habens lui confie que ces absurdités portent à philosopher. Elle s'enfuit. Il éclate de rire.

### Acte V
22e tableau
La terrasse d'un cabaret vue de biais.
Blache et Réard sont attablés au cabaret Frénu, dont l'enseigne fait allusion à une anecdote des premiers temps du règne de Louis-Philippe Ier, en qui Réard a reconnu le LP mentionné sur la cocarde de Buluxir. Le cabaretier leur montre un ouvrage que consultait parfois l'oncle Blache. Ils y trouvent un conte en vers consacré au gnome Jab « si petit, que dans sa hotte, ne pouvait tenir à la fois qu'une seule fraise des bois ». Le mot fraise rappelle à Frénu certaine réflexion que lui avait faite l'oncle Blache sur un homme, Achille Magès, portant une fraise sur la joue.
23e tableau
Le décor du 3e tableau.
Zuméranaz refuse d'écouter Oscarine qui le supplie d'abandonner sa quête. Léonce les rejoint. Il a entendu Frénu parler d'Achille Magès. Or, cet homme qui entretenait une liaison coupable avait été tué par le mari jaloux, et poussé dans un puits où son corps avait été retrouvé. Zuméranaz et son complice se rendent vers ce puits, certains d'y trouver les pierres précieuses.
24e tableau
Le décor du 6e tableau. Clair de lune.
Jacques confie à Solange les résultats de ses recherches : il est le fils d'un ancien général de l'empereur Pierre II du Brésil, dont la succession est fort embrouillée. Il doit se rendre au Brésil pour faire valoir ses droits.
Blache revient avec ses amis. Les pierres précieuses ont été retrouvées. Elles sont en sa possession, mais Zuméranaz et Léonce ont été encore pris en flagrant délit, et leur tentative de vol les a envoyés en prison. Gariot se réjouit de savoir son ennemi juré sous les verrous. Blache récompense chacun pour son aide, et bénit l'union prochaine de Jacques et de sa fille.

## Réception

### Création
La pièce est créée à Paris durant trois matinées à partir du 2 février 1926 au théâtre de la Porte-Saint-Martin, puis, à partir du 12 janvier 1927, durant quinze soirées, au théâtre de la Renaissance.

### Critiques
Pour Helga Finter, « la chasse au trésor de Poussière de Soleils est aussi trompeuse que l'intrigue de l'enlèvement des jumelles Zéoug et Léidjé de L'Étoile au Front. Le trésor n'est rien d'autre que le langage ».

## Analyse
- Au départ, Roussel construisit son texte à partir des couples syntagmatiques poussière / soupière [lieu de dissimulation] et soleils / oseille [argent][réf. nécessaire].

### Éditions
- Raymond Roussel, La Poussière de soleils, Paris, Alphonse Lemerre, 1927, 238 p., édition originale à compte d'auteur,
- Raymond Roussel, La Poussière de soleils, Paris, Jean-Jacques Pauvert, 1964, 200 p.
- Raymond Roussel, Œuvres théâtrales, Paris, Jean-Jacques Pauvert, 2013, 856 p. (ISBN 978-2-720-21531-5), sous la direction d'Annie Le Brun et de Patrick Besnier

### Traductions
- (en) Raymond Roussel, The Dust of Suns, Paris, Atlas Press, 2011, 160 p. (ISBN 978-1-900-56556-1), traduit par Harry Mathews

### Analyse et critique

#### Ouvrages généraux
- André Breton, Anthologie de l'humour noir, Paris, Jean-Jacques Pauvert, 1939, réed.1979, 416 p. (ISBN 978-2-720-20184-4), p. 117-125

#### Monographies
- François Caradec, Raymond Roussel, Paris, Fayard, 1997, 456 p. (ISBN 978-2-213-59815-4)
- Jean Ferry, Une étude sur Raymond Roussel, Paris, Arcanes, 1953, 216 p.
- Michel Foucault, Raymond Roussel, Paris, Gallimard, coll. « Le Chemin », 1963, 210 p.
- Philippe G. Kerbellec, Comment lire Raymond Roussel : Cryptanalyse, Paris, Jean-Jacques Pauvert, 1988, 264 p. (ISBN 978-2-876-97035-9)
- Annie Le Brun, Vingt mille lieux sous les mots, Raymond Roussel, Paris, Jean-Jacques Pauvert, 1994, 358 p. (ISBN 978-2-720-21355-7)
- Raymond Roussel, Comment j'ai écrit certains de mes livres, Paris, Gallimard, coll. « L'Imaginaire », 1995 (ISBN 978-2-070-74120-5)

#### Articles
- André Breton, Fronton Virage, Paris, Arcanes, 1953, 26 p.
Introduction à Une étude sur Raymond Roussel de Jean Ferry, p. 9-34
- Helga Finter, Le théâtre de Raymond Roussel comme espace du sujet, vol. 56, Paris, Cahiers de l'Association internationale des études françaises (no 1), 2004, 147-161 p. (lire en ligne)